# Kaiserswerth
Kaiserswerth, una de las zonas más antiguas de la ciudad alemana de Düsseldorf, es una isla sobre el río Rin que constituye un barrio ubicado al norte de la ciudad. Tiene 7897 habitantes y un área de 4.71 km². Alberga el Instituto de Diaconisas de Theodor Fliedner, donde estudió Florence Nightingale.

## Historia
Alrededor del año 700 el monje San Suitberto fundó una abadía benedictina en la isla de Werth, un importante punto de cruce del río Rin. La abadía fue destruida 88 años más tarde. Sus reliquias fueron encontradas en 1626 y permanecen en Kaiserswerth, donde aún son veneradas. En esa área se encuentra el «Erzbischöfliches Suitbertus-Gymnasium», una escuela secundaria arzobispal, donde aún subsiste la antigua capilla y partes de la abadía. El antiguo jardín del monasterio es un punto de encuentro para los estudiantes durante los intervalos de clase.

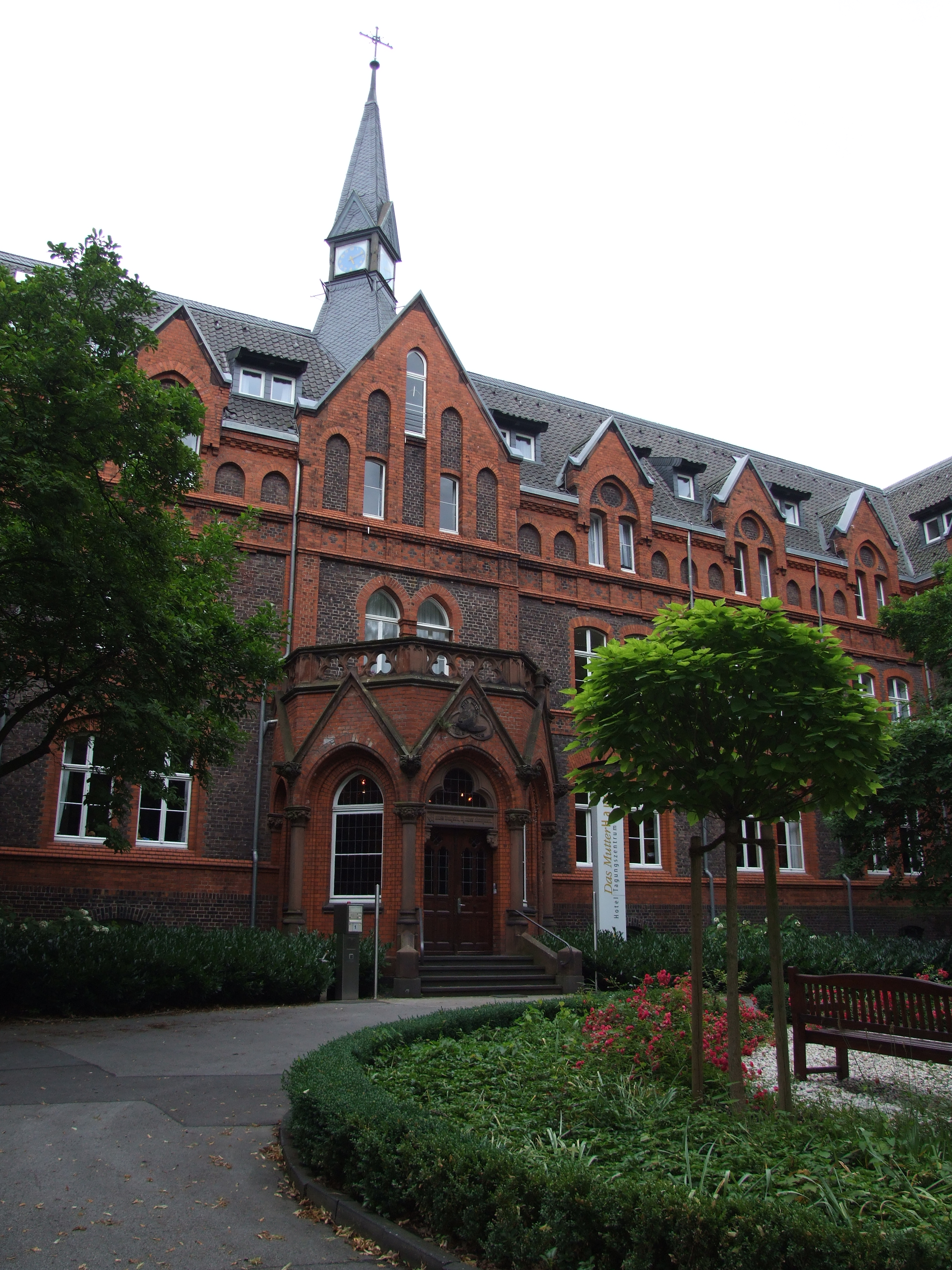
Instituto de Diaconisas de Theodor Fliedner, donde Florence Nightingale recibió entrenamiento.

El Kaiserpfalz, uno de los numerosos Palacios Imperiales o asientos temporales del Emperador del Sacro Imperio Romano Germánico, fue construido en 1045. En 1062, el arzobispo de Colonia, Anno II, secuestró en esta residencia al rey alemán menor de edad Enrique IV y de esa forma obtuvo la regencia de facto del Sacro Imperio Romano Germánico. A partir de entonces el nombre de la isla pasó de Werth a Kaiserswerth. En 1174, Federico I Barbarroja trasladó la aduana del Rin a Kaiserswerth. En 1273, el emperador cedió Kaiserswerth al arzobispo de Colonia formando un enclave de facto dentro de los Ducados Unidos de Jülich-Cleves-Berg. En 1591, el jesuita y poeta Friedrich Spee von Langenfeld nació en Kaiserswerth.
Debido a su posición estratégica, la localidad cambió de manos varias veces. El pueblo fue capturado en 1586 durante la guerra de Colonia por las tropas protestantes y luego ocupado por los españoles desde 1589 hasta 1592. En 1636, durante la guerra de los Treinta Años, fue conquistada por las fuerzas de Hesse. El fin de la guerra confirmó la propiedad de colonia. En 1688 el príncipe elector hizo una alianza con Luis XIV de Francia durante la Guerra de los Nueve Años, le otorgó a los franceses acceso al Rin a través de Kaiserswerth. Esto provocó que los neerlandeses y Brandeburgo sitiaran el pueblo en junio de 1689. La guarnición francesa se rindió a fines de ese mes cuando sus suministros fueron destruidos en un incendio. En 1701 los franceses la volvieron a ocupar, con la anuencia del príncipe elector José Clemente de Baviera aliado borbónico, durante la guerra de Sucesión Española. Los partidarios de los austrias la sitiaron en 1702. Luego de una larga y dura lucha, la villa se rindió el 15 de junio a la Alianza y ésta decidió demoler las fortificaciones.
En el siglo XIX fue célebre su clínica de diaconisas, donde Florence Nightingale recibió el entrenamiento médico básico para su trayectoria posterior. En ambas guerras mundiales existió un importante hospital militar.
Kaiserswerth se integró a Düsseldorf en 1929. El brazo oriental del Rin alrededor de la isla se sedimentó, conectándola con la ribera este del río.

## Infraestructura
Kaiserswerth está conectada a las estaciones y distritos centrales de las ciudades de Düsseldorf y Duisburg por la vía férrea metropolitana U 79. También cuenta con algunas líneas de bus a otras partes de Düsseldorf, a Mettmann, Krefeld, Ratingen y el Aeropuerto Internacional de Düsseldorf. Un ferry cruza el Rin con destino a Meerbusch.

## Galería de imágenes

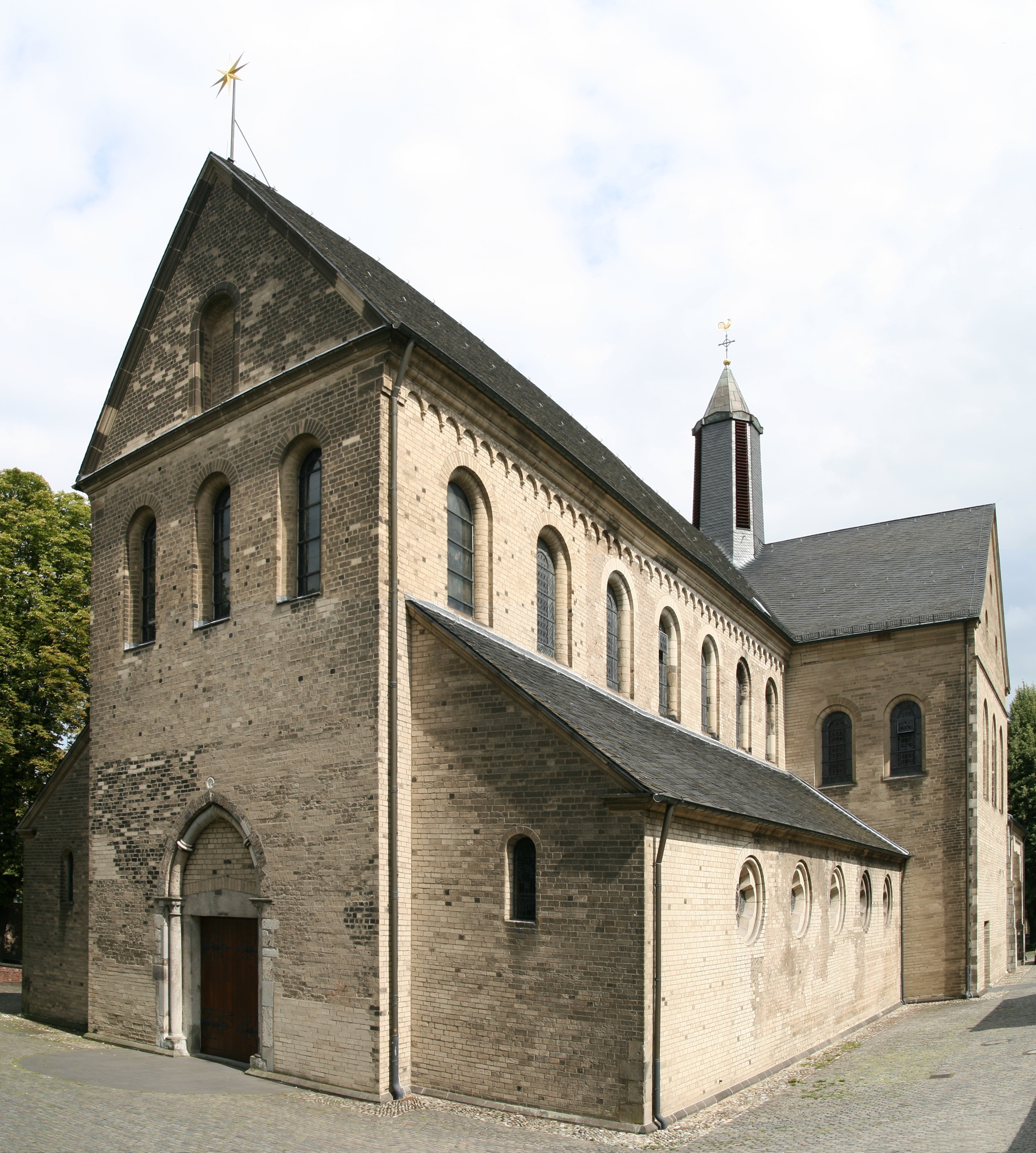
Iglesia de San Suitberto.
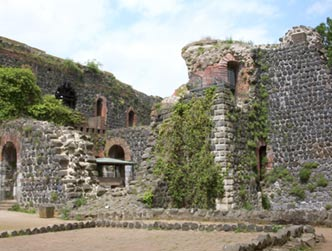
Ruinas del Kaiserpfalz o Palacio Imperial.
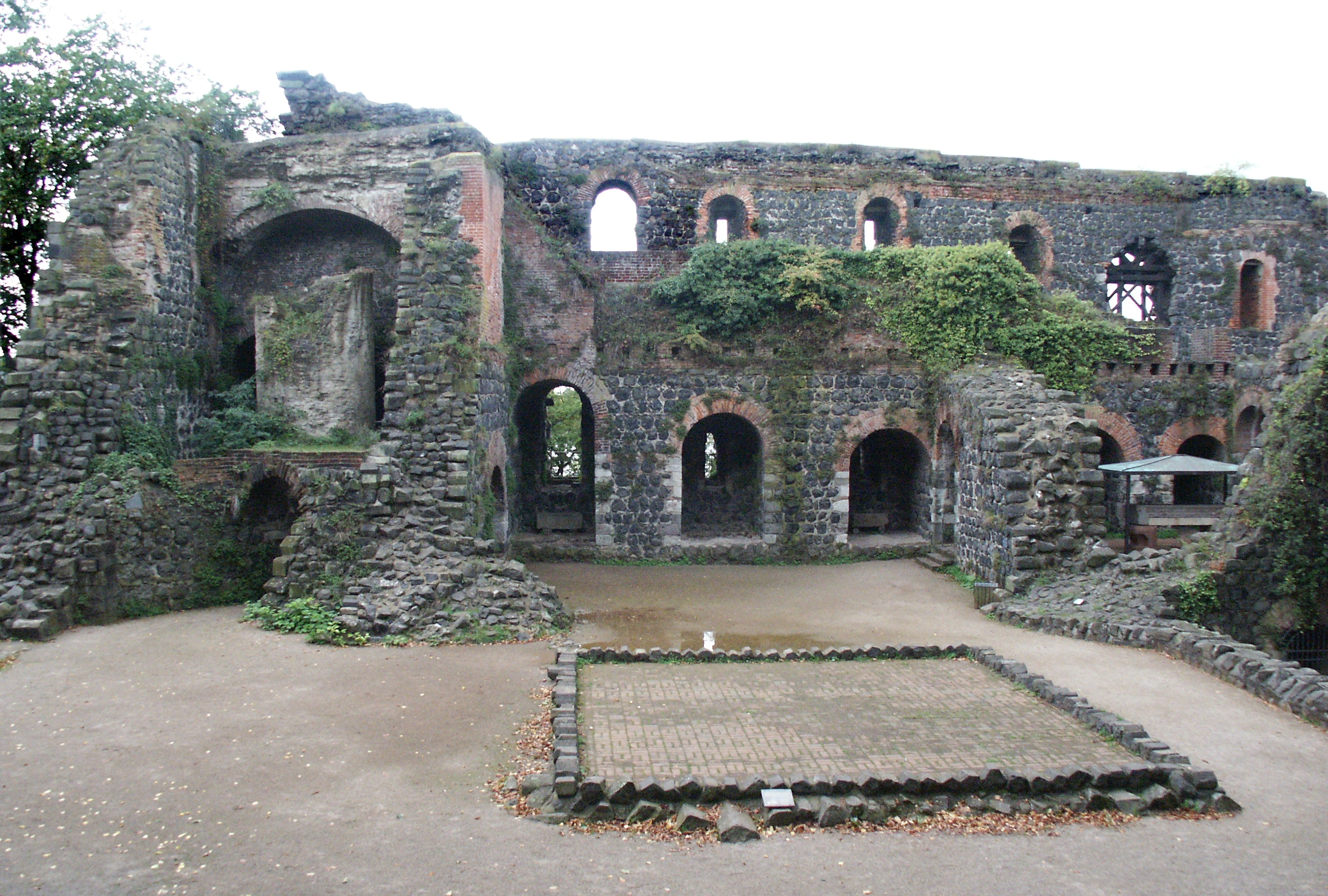
Otra vista de las ruinas del Kaiserpfalz.